# 刘宛康
刘宛康（1962年8月—），男，河南唐河人，中华人民共和国政治人物。西安工业学院精密机械工程系精密机械制造工艺及设备专业毕业。前任洛阳市人民政府市长。

## 生平
1982年8月参加工作，进入河南（南召）红阳机械厂，历任机动处技术员、机动处副处长、红阳机械厂南阳分厂副厂长、厂长、河南（南召）红阳机械厂副厂长、厂长（1997年7月-2001年4月在南京理工大学工业工程管理专业在职进修）。1990年6月加入中国共产党。2002年6月，任河南红阳工业有限责任公司董事长兼总经理。
2004年1月，任河南省国防科学技术工业委员会副主任。2006年2月，升任委员会主任。2009年3月，任河南省工业和信息化厅副厅长，省国防科学技术工业局局长。2013年4月，任河南省政府安全生产委员会副主任，省安全生产监督管理局局长。2016年9月5日，任洛阳市副市长、代市长（2017年1月，当选市长）。2018年2月24日，当选为第十三届全国人大代表。
2021年7月，卸任洛阳市长。同年7月29日，任河南省政协提案委员会主任。